# Syrische Biene
Die Syrische Biene (Apis mellifera syriaca Skorikov 1929) ist eine der Rassen der Westlichen Honigbiene. Die Zuschreibung des Taxons an v.Buttel-Reepen (1906) ist nicht belegt.

## Verbreitung
Die Art kommt sicher im Nahen Osten einschließlich Israels vor. Die genaue Abgrenzung des Verbreitungsgebietes gegenüber anderen Unterarten ist noch ungenügend bekannt.
Die Syrische Biene wird zu den Bienen des Vorderen Orients gezählt.

## Imkerei im Nahen Osten
Bei Ausgrabungen im israelischen Tel Rehov wurden 3000 Jahre alte Bienenbauten gefunden, die noch Reste von Honigbienen enthielten, die nach morphometrischen Messungen der Unterart Apis mellifera anatoliaca angehörten. Dies ist  deshalb bemerkenswert, weil diese Unterart in dieser Region nicht natürlich verbreitet ist, und auch damals nach allen Informationen nicht war. Sie muss also von Imkern hier eingeführt worden sein. Dies liegt vermutlich daran, dass sie damals besser für die Imkerei geeignet war als die lokale Unterart syriaca.
Heute wird die Unterart Apis mellifera syriaca allerdings für die Imkerei in Syrien, dem südlichen Irak und Jordanien durch lokale Imker genutzt.